# Arquitetura carolíngia

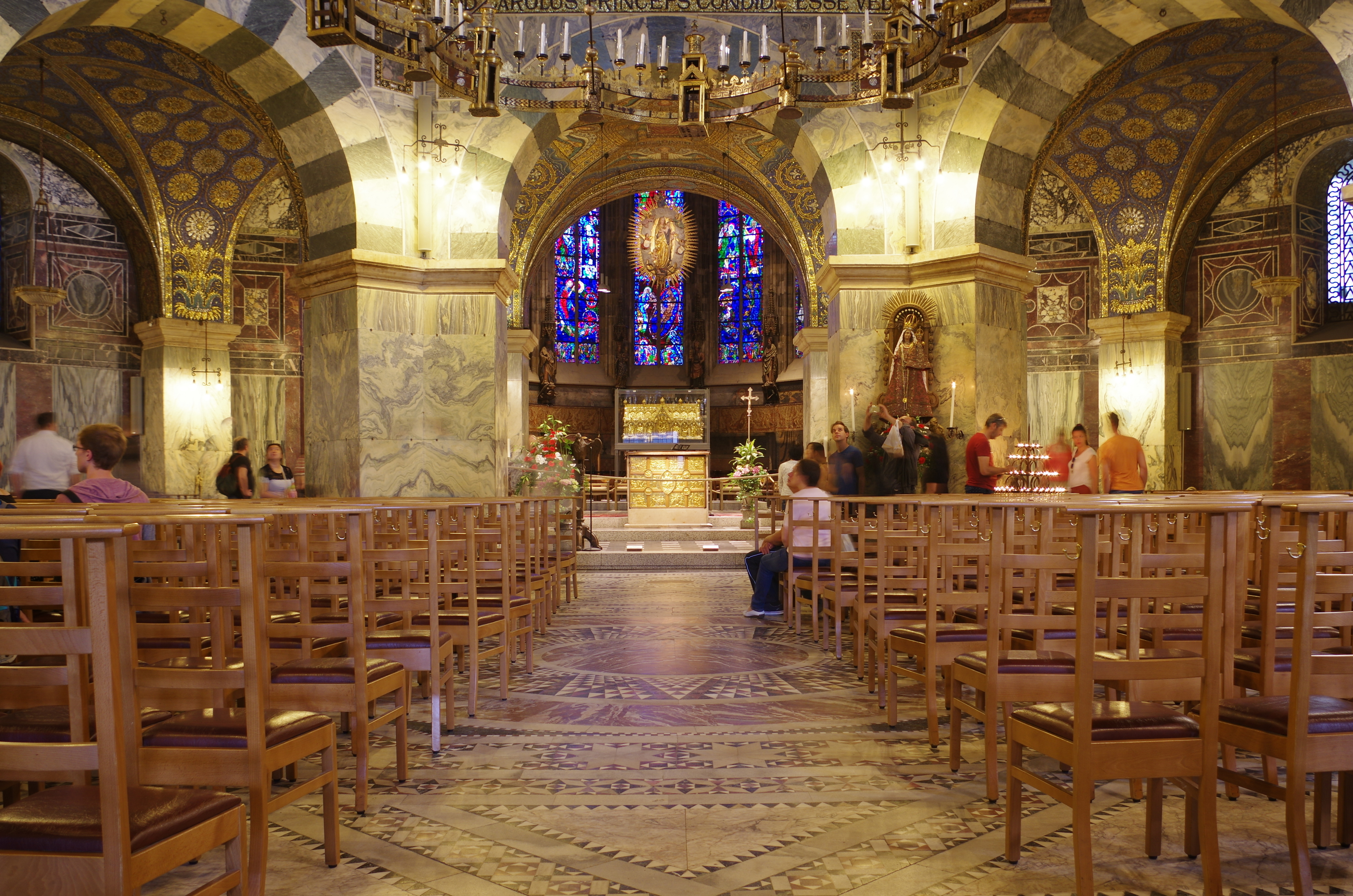
Capela palatina de Aquisgrão.

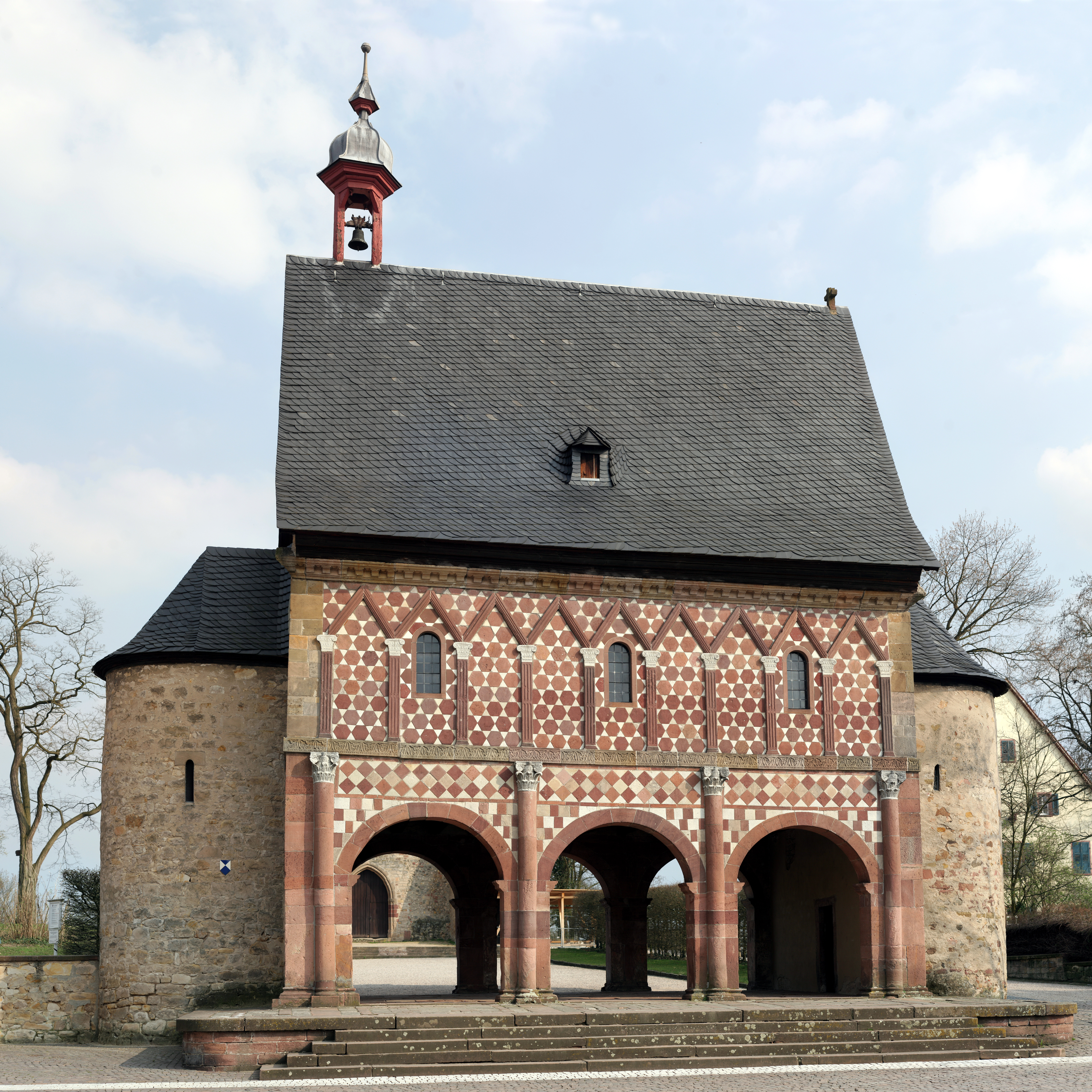
Abadia de Lorsch

Arquitetura carolíngia refere-se à arquitetura vigente na área do antigo reino franco durante o governo da Dinastia carolíngia, fundada por Pepino, o Breve, em 751. O termo refere-se assim à arquitetura nos séculos VIII e IX no império carolíngio, que abrangeu na sua máxima extensão grande parte da Europa Ocidental durante o reino de Carlos Magno (rei dos francos de 768 e imperador do Ocidente de 800 a 814) e que terminou com a morte de seu filho Luís I, o Piedoso (840).
- A cultura e a arte da Europa sofreram modificações com a queda do Império Romano do Ocidente e a entrada e fixação dos povos bárbaros (Visigodos, Ostrogodos, Francos, Saxões, entre outros);[carece de fontes?]
- De entre todos estes povos foram os Francos os mais importantes para a Civilização europeia e os mais conhecidos, principalmente a partir do séc. VIII, quando Carlos Magno, primeiro como rei e depois como imperador, conseguiu unificar o seu poder e formou o Sacro Império Romano-Germânico. Para isso promoveu uma reforma litúrgica e o desenvolvimento da cultura e das artes - o Renascimento Carolíngio, que se prolongou até ao final do séc. X; [carece de fontes?]
- Influenciada na tradição romana e nas influências bizantinas, a arte carolíngia foi humana, realista, figurativa e monumental;[carece de fontes?]
- As construções possuíam exteriores maciços, pesados e severos e interiores ricamente decorados com pinturas murais, mosaicos e baixos-relevos;[carece de fontes?]
- Algumas igrejas apresentavam uma construção acoplada que abria em tribuna para o interior (local onde o imperador assistia aos ofícios) e, exteriormente, funcionava como um pórtico, ladeado por duas torres;[carece de fontes?]
- De todas as construções feitas neste período destacam-se: os palácios de Ingelheim e de Nimègue, a capela palatina de Aix-la-Chapelle (actual Aachen) que hoje se enconta bastante modificada exteriormente, a Igreja de Germigny-des-Près e o Mosteiro de São Gall, na Suiça, cujo projecto total é conhecido pela descrição num pergaminho.[carece de fontes?]

## Desenvolvimento
Uma das principais características foi a sua grande prolificidade, propondo novos modelos adaptados às novas políticas e tradições eclesiásticas da Idade Média.
Durante este período, foram construídas 27 catedrais, mais de 400 edifícios monásticos e uma centena de residências palatinas; estas residências foram utilizadas sobretudo no início do reinado do imperador Carlos Magno nas suas numerosas incursões. O Palácio de Herstal era o mais utilizado por Carlos Magno, até que a necessidade de rivalizar com Roma ou Constantinopla o inspirou a ter um local fixo para a sua residência e a poder instalar a sua corte, bem como todas as outras instituições de que necessitava, como a biblioteca, a tesouraria, a administração do Estado ou as academias.
A escolha de Aachen como local de residência permanente foi consequência de uma reflexão ponderada por parte de Carlos Magno e ocorreu num momento chave do seu reinado.
Mais do que um estilo bem definido, foi um "renascimento" ou desejo de restaurar a arquitetura romana, como nas outras artes, devido ao interesse de Carlos Magno em promover a cultura e a arte cristã, o chamado renascimento carolíngio. O seu âmbito espacial era a maior parte da Europa Ocidental - exceto as Ilhas Britânicas e a Península Ibérica - isto é: França, Alemanha, Suíça , Áustria, Benelux e Noroeste de Itália. Cronologicamente e estilisticamente é uma das variantes locais da arte pré-românica.

## Arquitectura religiosa

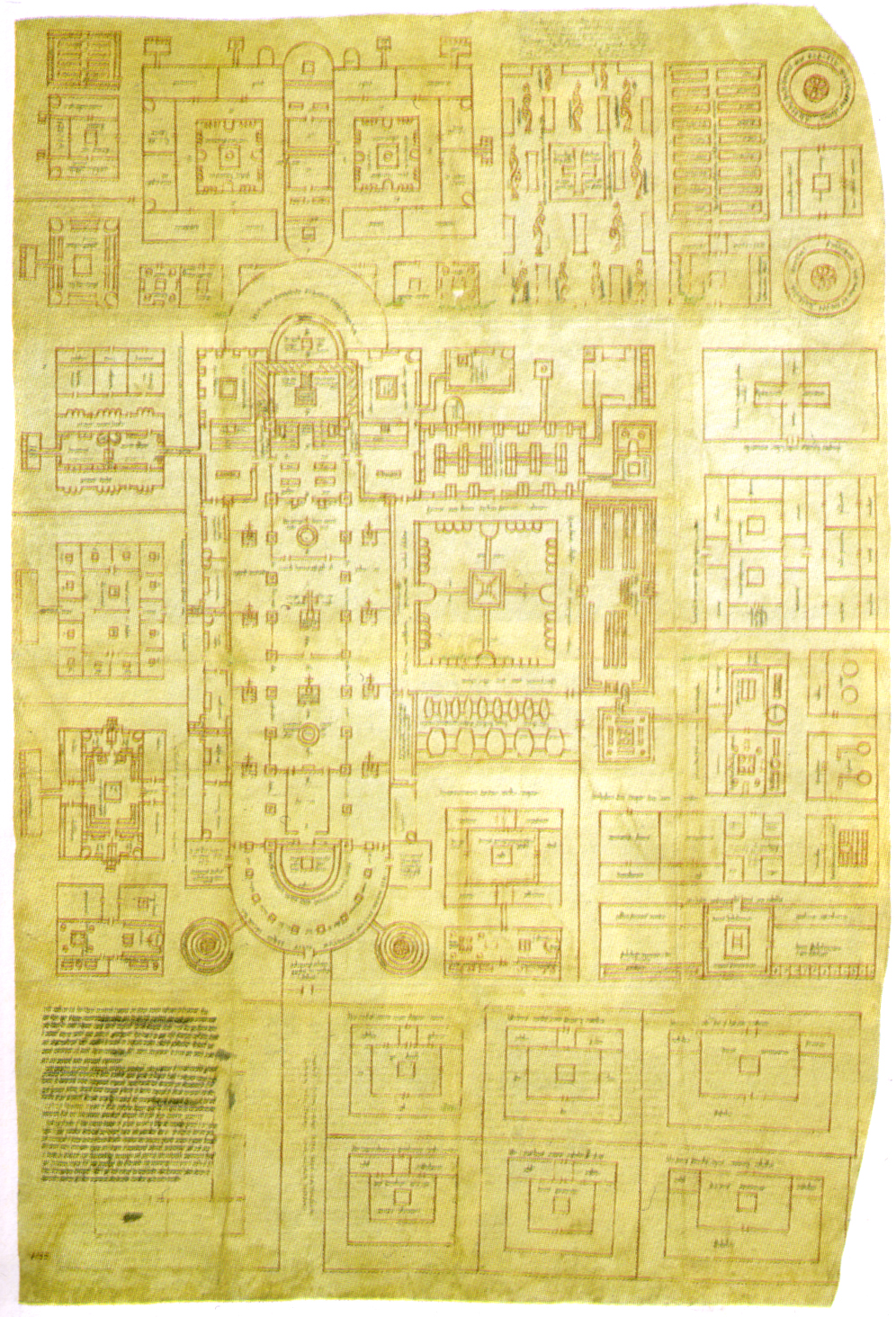
Plano de Sankt Gallen (c.820)

Uma das razões pelas quais Carlos Magno escolheu a cidade de Aachen como sua capital foi o grande número de igrejas que possuía e que permitia seguir um tipo de liturgia chamada "sazonal", em que cada igreja era utilizada pelo bispo em determinado momento para um cargo principal, como já era feito em Roma ou Jerusalém, portanto a liturgia religiosa era outro elemento que unia a criação de arte e a construção entre o Império Carolíngio e a Itália.
Atendendo aos poucos monumentos originais carolíngios preservados, o conhecimento da arquitectura carolíngia baseia-se em documentos indirectos, como descrições textuais ou desenhos, e sobretudo em dados arqueológicos provenientes de escavações que permitiram reconstruir a planta de alguns edifícios, como a Abadia de Saint- Riquier, quando apenas era conhecida por desenhos do século XVII. Os edifícios deste mosteiro estavam distribuídos junto a um claustro, a norte ficava a igreja da abadia, a leste a igreja de São Bento e o edifício principal que era composto por três naves com dois cruzeiros e duas torres monumentais erguidas no centro de cada cruzeiro dedicadas a El Salvador e São Riquier.
A abadia viveu o seu período de maior esplendor durante o reinado de Carlos Magno, que financiou novas obras que terão terminado no ano 799. Estas incluíram como principal inovação um westwerk, palavra alemã utilizada para designar um tipo de fachada monumental típica da época carolíngia. Uma importante contribuição da arquitetura carolíngia foi o modelo de construção dos mosteiros beneditinos que viriam a ser fixados no mosteiro de Cluny; cujos antecessores foram mosteiros carolíngios, como o de Corvey, o de Fulda ou o de Lorsch - do qual apenas se conserva o pórtico. Da antiga Abadia de Sankt Gallen do ano 820, chamada "Utopia de Saint Gallen", conserva-se uma rudimentar planta que permite ter uma ideia das suas formas e funções.
Na planta verifica-se que a igreja abacial ocupa quase metade do espaço total e está situada na parte central do conjunto de edifícios que é constituído pela cidade-mosteiro, dormitório, cozinhas, refeitório e uma enfermaria juntamente com o claustro e residências dos peregrinos e do abade. Graças às escavações, foi confirmada a presença de uma cripta sob o presbitério oriental.

## Principais obras

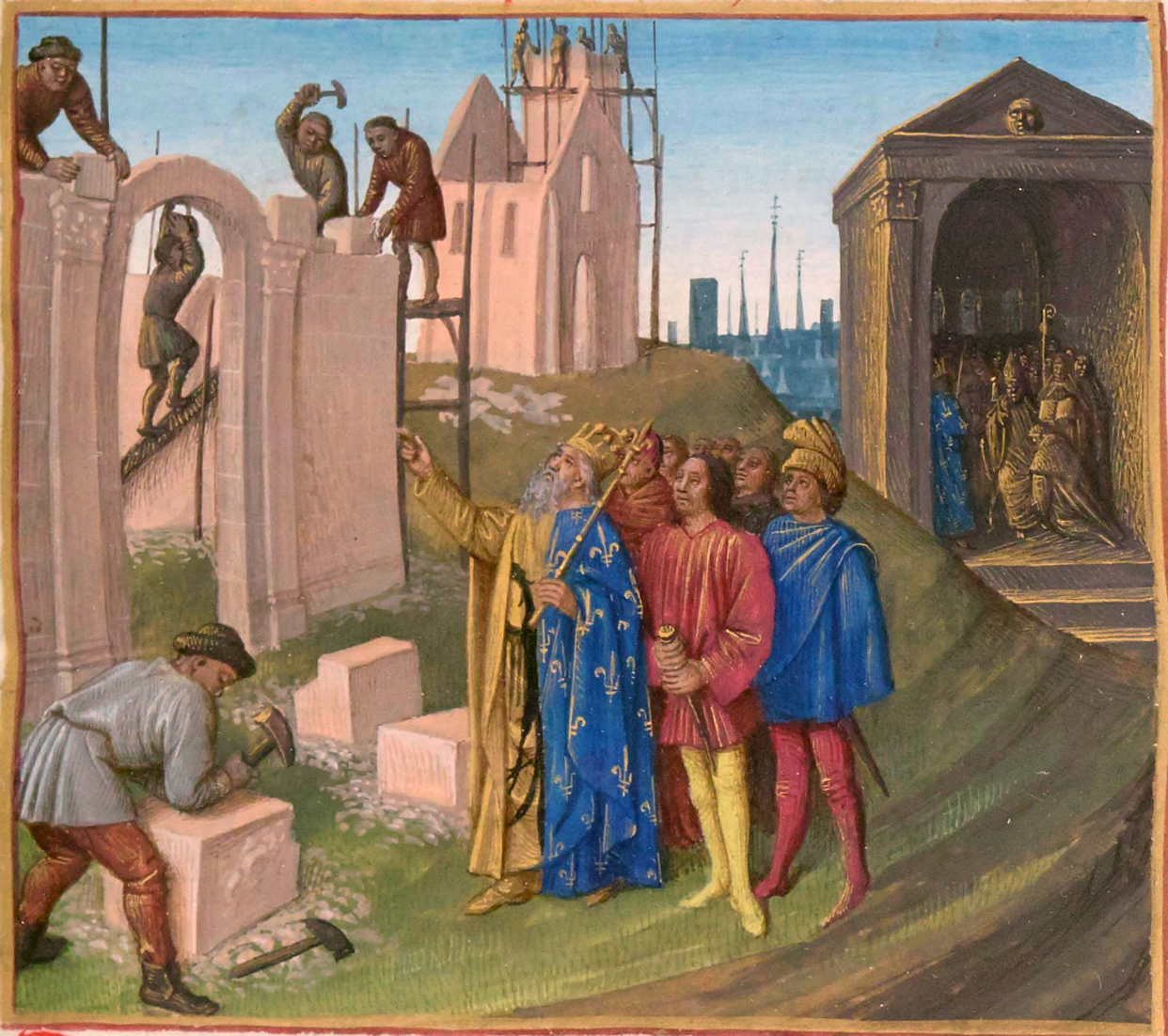
A construção de Aquisgrano, miniatura de Jean Fouquet, nas Grandes Crónicas de França, século XV. Carlos Magno aparece em primeiro plano.

As principais obras ficaram por conta de Eudes de Metz:
- Palácio de Aachen, a sua construção iniciou-se em c. 790 e ficou parcialmente concluída em 805, quando a capela foi consagrada por papa Leão III. Praticamente nada para além da Capela Palatina remanesce da obra, com planta octogonal centralizada no interior, e no exterior converte-se numa forma poligonal de dezasseis lados, e a cúpula octogonal cuja influência de Sant Vidal de Ravena é notável, embora os capitéis das suas colunas sejam do tipo romano. A tribuna do imperador, localizava-se num primeiro andar em frente à absíde de onde podiam acompanhar as cerimónias religiosas.[10] As colunas, ainda visíveis hoje, foram retiradas de edifícios nas cidades italianas de Ravena e Roma para reutilização na construção, com a autorização do papa Adriano I.[11] Sucessivas ampliações, ao longo dos séculos, em torno da capela original dariam forma à actual Catedral de Aachen.

- Oratório de Germigny-des-Prés, também de planta centralizada baseada na cruz grega em torno de um quadrilátero, possui abside em ferradura, cúpula e arcos também em ferradura, que podem ser entendidos como influencias da arquitectura hispano-visigótica, terá sido encomendada pelo bispo Teodulfo de Orleães abade da Abadia de Saint-Benoît-sur-Loire e conselheiro teológico de Carlos Magno. O único mosaico carolíngio em França conserva-se no oratório.[12]